# Piprites griseiceps
El saltarín cabecigrís, piprites cabecigrís o bailarín de gorra gris (Piprites griseiceps) es una especie de ave paseriforme de la familia Tyrannidae, una de las tres pertenecientes al  género Piprites. Anteriormente era incluida en la familia Pipridae, pero actualmente, con base en estudios genéticos, se ha demostrado su inclusión dentro de la familia Tyrannidae. Es nativo de América Central.

## Distribución y hábitat
Se distribuye por la pendiente caribeña desde el este de Guatemala, por Honduras, Nicaragua, Costa Rica, hasta el extremo noreste de Panamá.
Vive en la parte alta del sotobosque y el nivel medio del bosque tropical, entre los 100 y los 750 m de altitud.

## Descripción
Mide 12 cm de longitud y pesa 16 g. La cabeza presenta color gris pizarra, con matices oliva en la coronilla y la nuca; el dorso es verde oliva. La garganta es amarilla en el centro y se torna verde oliva en los lados, el pecho, el costado y los flancos. El vientre es amarillo y el vexilo interno de las plumas terciales es de color crema. El pico es gris, oscuro en la parte superior y claro en la inferior. Las patas son plomizas.

## Alimentación
Se alimenta de frutos e insectos.

### Descripción original
La especie P. griseiceps fue descrita por primera vez por el zoólogo británico Osbert Salvin en 1865 bajo el mismo nombre científico; su localidad tipo es: «Tucurrique, Costa Rica».

### Etimología
El nombre genérico femenino «Piprites» se compone de las palabras del griego «πιπρα pipra» o «πιπρω piprō»: pequeña ave mencionada por Aristóteles y otros autores pero nunca propiamente identificada, y asociada a los coloridos saltarines neotropicales del género Pipra, e «ιτης itēs»: ‘parecido’, ‘similar a’; significando «que parece un Pipra»; y el nombre de la especie «griseiceps» se compone de las palabras del latín griseus que significa ‘gris’ y ceps, que significa ‘de cabeza’.

### Taxonomía
Es pariente próxima a Piprites chloris. Es monotípica.